# استفتاء محاكمة الفساد المكسيكية 2021
استفتاء محاكمة الفساد المكسيكية 2021 عقد في المكسيك في 1 أغسطس 2021. تم اقتراح الاستفتاء من قبل الرئيس الحالي أندريس مانويل لوبيز أوبرادور في عام 2020.

## الانتقاد
كلف الاستفتاء 528 مليون بيزو مكسيكي (25 مليون دولار أمريكي). انتقد الصحفيون الاستفتاء باعتباره لا طائل من ورائه، حيث يمكن محاكمة الرؤساء السابقين عن أي جريمة مثل أي شخص آخر. وفقًا لوبيز أوبرادور لا يمكن محاكمة الرؤساء السابقين بموجب المادة 108 من دستور المكسيك، ويجب إعادة صياغتها. وجاء في المقال: «لا يجوز محاكمة رئيس الجمهورية خلال فترة ولايته إلا بتهمة خيانة الوطن وجرائم عامة خطيرة».
قبل الاستفتاء كان لويس إتشيفيريا الرئيس من 1970 إلى 1976 هو المسؤول الوحيد السابق الذي تم الحكم عليه بتهمة الإبادة الجماعية. في عام 2006 أقر بأنه مذنب لتورطه في مذبحة تلاتيلولكو عام 1968 ومذبحة كوربوس كريستي عام 1971. بحلول عام 2009 تمت تبرئته من الاتهامات.

## النتائج
حصل الاستفتاء على 6.663.208 صوتًا، بنسبة إقبال بلغت 7.11٪. لكي يكون الاستفتاء ملزمًا، فقد تطلب مشاركة 40٪ من الناخبين المسجلين، أي ما يقرب من 37 مليون صوت.